# Høyjord
Høyjord este o localitate din comuna Sandefjord, provincia Vestfold, Norvegia, cu o suprafață de 0,38 km² și o populație de 347 locuitori (2013).